# 八栗登山口駅
八栗登山口駅（やくりとざんぐちえき）は、香川県高松市牟礼町牟礼にある、四国ケーブルの駅である。
駅舎内に四国ケーブルの本社がある。

## 歴史
- 1931年（昭和6年）2月15日：八栗登山鉄道が八栗登山口 - 八栗山上間を開業。
- 1944年（昭和19年）2月11日：八栗登山口 - 八栗山上間が休止。資材を供出。
- 1960年（昭和35年）12月25日：八栗登山口 - 八栗山上間が廃止。
- 1964年（昭和39年）12月28日：八栗ケーブルにより八栗登山口 - 八栗山上間が開業。

## 駅周辺
- 香川県道146号八栗牟礼線

## 接続交通機関
現在、当駅へ乗り入れる路線バス等は設定されておらず、約1.5 km離れた高松琴平電気鉄道八栗駅から徒歩（約20 - 30分）で行くか、タクシーを利用する必要がある。かつてはコトデンバスが八栗ケーブル線を運行していたが1990年代に廃止されている。

## ギャラリー

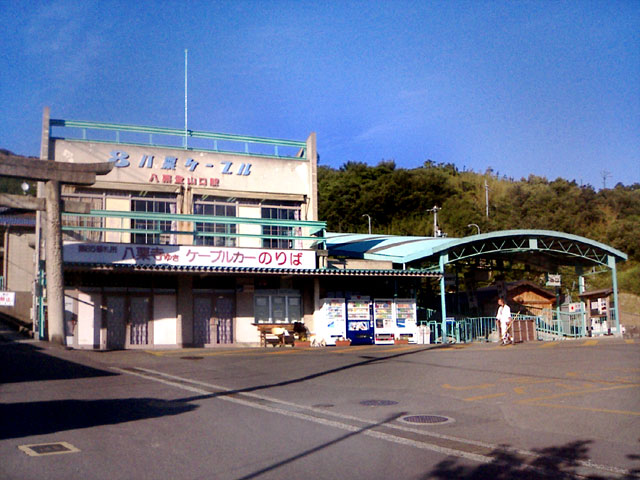
駅舎（2005年5月、改装前）
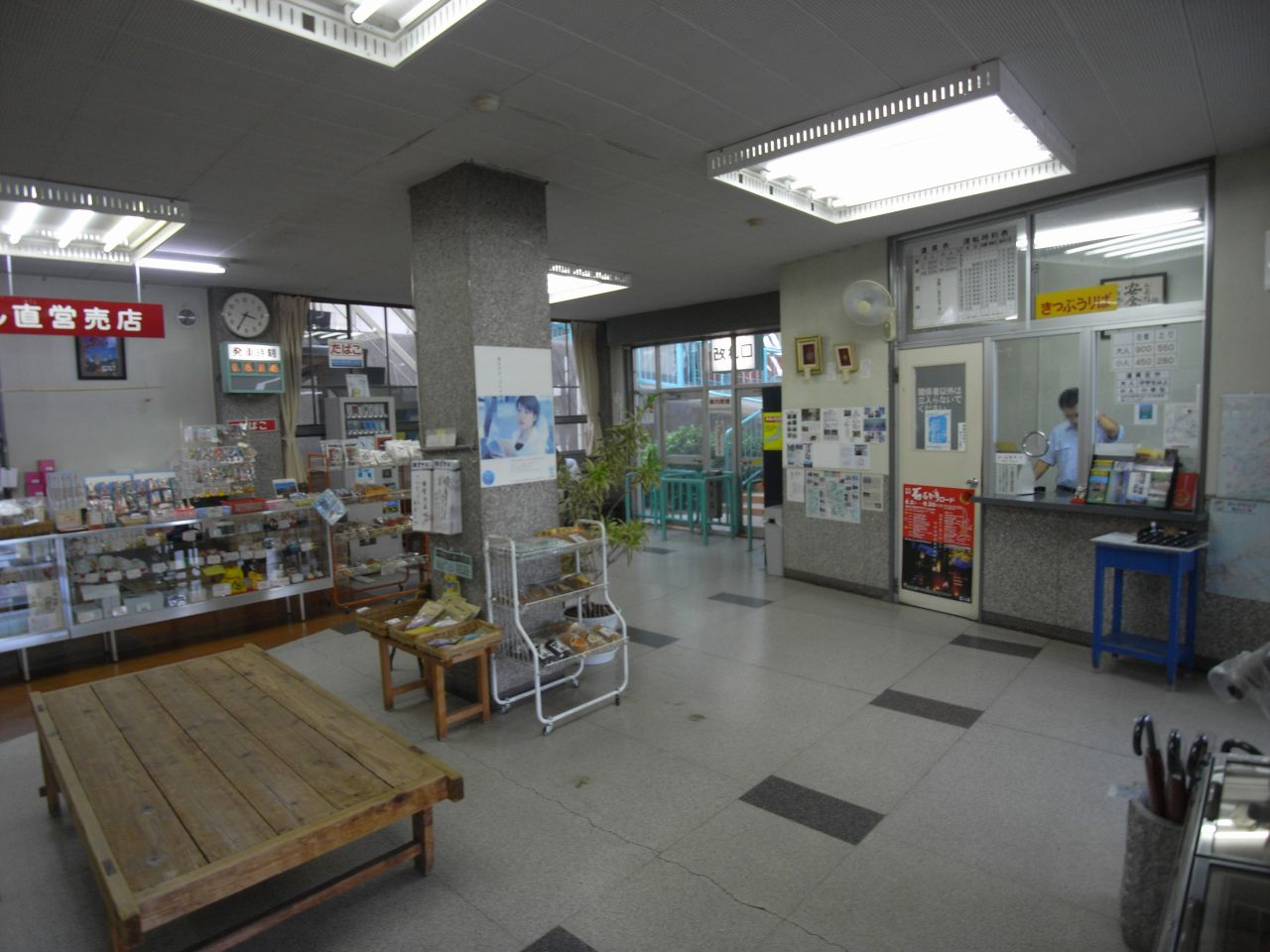
駅舎内（2008年8月）
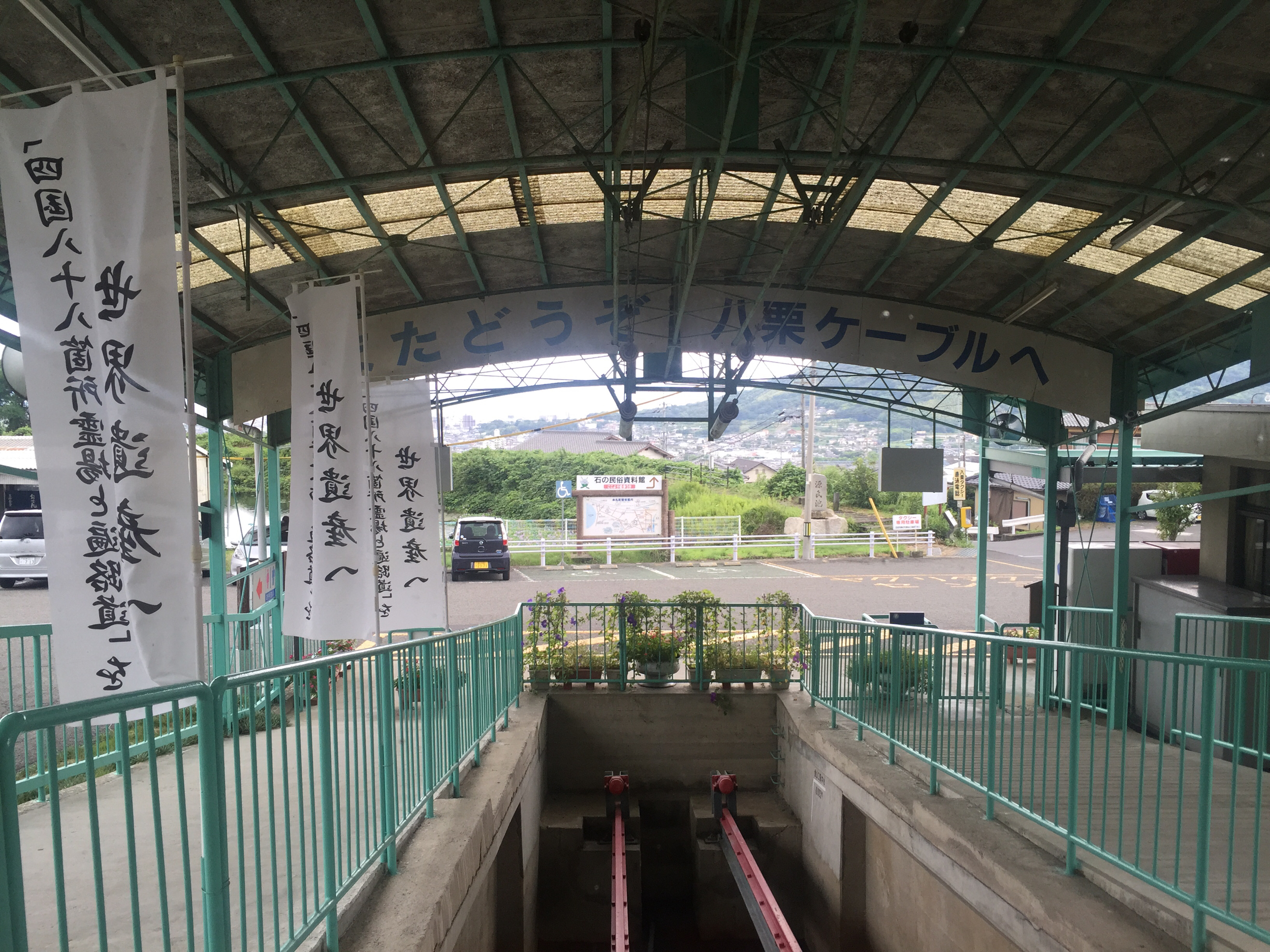
構内（2015年8月）

## 隣の駅
四国ケーブル
八栗ケーブル　　　　　　　　　　　　　　　
八栗登山口駅 - 八栗山上駅